# 八上郡 (鳥取県)
- 令制国一覧 > 山陰道 > 因幡国 > 八上郡
- 日本 > 中国地方 > 鳥取県 > 八上郡

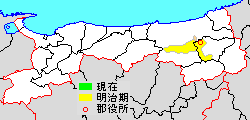
鳥取県八上郡の位置（薄黄：後に他郡に編入された区域）

八上郡（やかみぐん）は鳥取県（因幡国）にあった郡。

## 郡域
1879年（明治12年）に行政区画として発足した当時の郡域は、下記の区域にあたる。
- 鳥取市の一部（河原町各町・円通寺）
- 八頭郡八頭町の一部（稲荷、井古、下坂、奥谷、宮谷、郡家、下濃、船岡、坂田、船岡殿、水口、下野、大江以西）

## 古代
古事記神話因幡の白兎に登場する八上比売（やがみひめ）が地名由来である。12郷を有する因幡国内で最大規模の郡であった。郡家の所在地は万代寺遺跡（現・八頭町）とされるほか、同町福井にある西ノ岡遺跡も一時期、郡家であったとする説もある。『延喜式』などに見える莫男（まくなむ）駅は八上郡家付近に所在したと考えられる。

### 郷
『和名類聚抄』に記される郡内の郷。
- 若桜郷
- 丹比（たじひ）郷
- 刑部郷
- 亘理（わたり）郷
- 日部（くさかべ）郷
- 私部（きさいべ・きさいちべ）郷
- 土師郷
- 大江郷
- 散岐郷
- 佐井郷
- 石田郷
- 曳田（ひけた）郷

### 式内社
『延喜式』神名帳に記される郡内の式内社。
| 神名帳              | 神名帳              | 神名帳 | 神名帳 | 比定社         | 比定社                              | 比定社         | 集成 |
| 社名                | 読み                | 格     | 付記   | 社名           | 所在地                              | 備考           | 集成 |
| ------------------- | ------------------- | ------ | ------ | -------------- | ----------------------------------- | -------------- | ---- |
| 八上郡 19座（並小） |                     |        |        |                |                                     |                |      |
| 大江神社 三座       | オホエノ            | 小     |        | 大江神社       | 鳥取県八頭郡八頭町橋本734           | （因幡国二宮） |      |
| 都波只知上神社 二座 | ツハキチノ-         | 小     |        | 都波只知上神社 | 鳥取県鳥取市河原町佐貫511           |                |      |
| 塩野上神社 二座     | シホノノ-           | 小     |        | 塩野上神社     | 鳥取県八頭郡八頭町塩上287           |                |      |
| 都波奈弥神社 二座   | ツハナミノ          | 小     |        | 都波奈弥神社   | 鳥取県鳥取市河原町和奈見字村ノ内475 |                |      |
| 伊蘇乃佐只神社 二座 | イソノノサキノ      | 小     |        | 伊蘇乃佐只神社 | 鳥取県八頭郡八頭町安井宿字宮ノ後297 |                |      |
| 多加牟久神社 二座   | タカムクノ          | 小     |        | 多加牟久神社   | 鳥取県鳥取市河原町本鹿字上ノ山387   |                |      |
| 意非神社            | オヒノ              | 小     |        | 意非神社       | 鳥取県八頭郡若桜町屋堂羅1           |                |      |
| 売沼神社            | ヒメヌノ            | 小     |        | 売沼神社       | 鳥取県鳥取市河原町曳田字上土居169   |                |      |
| 和多理神社          | ワタリノ            | 小     |        | 和多理神社     | 鳥取県八頭郡八頭町郡家殿字地主500   |                |      |
| 久多美神社          | クタミノ            | 小     |        | 久多美神社     | 鳥取県鳥取市河原町谷一木947         |                |      |
| 布留多知神社        | フルタチノ          | 小     |        | 布留多知神社   | 鳥取県八頭郡八頭町重枝230           |                |      |
| 美幣沼神社          | ミテクラヌノ ミヘヌ | 小     |        | 美幣奴神社     | 鳥取県八頭郡八頭町篠波字奥深谷698   |                |      |
| 凡例を表示          |                     |        |        |                |                                     |                |      |

## 中世から近代
平安時代末期に同郡東部が八東郡として分離し、『和名抄』にみえる土師、大江、散岐、佐井、石田、曳田の6郷が中世以降の八上郡を構成した。
八東郡分離後の郡域の変更に関しては、具体的な時期は不明だが、散岐郷に属していた鷹狩村周辺が近世以降、智頭郡に編入されたと見られる。また、明治3年（1870年）には円通寺村（現･鳥取市）が邑美郡に編入されている。

### 近代以降の沿革
- 明治初年時点で、概ね全域が因幡鳥取藩領であった。「旧高旧領取調帳」に記載されている村は以下の通り。●は村内に寺社領が存在。（63村）

井古村、稲荷村、下坂村、塚原村、奥谷村、宮谷村、郡家村、門尾村、下門尾村、福本村、池田村、久能寺村、万代寺村、土師百井村、下村、下船岡村、上船岡村、坂田村、殿村、塩上村、水口村、橋本村、下野村、栃谷村、破岩村、釜口村、佐貫村、八日市村、和奈見村、水根村、小倉村、山上村、石田百井村、中島村、米岡村、今在家村、渡一木村、徳吉村、高津原村、福和田村、山手村、郷原村、三谷村、●片山村、稲常村、円通寺村、布袋村、袋河原村、長瀬村、谷一木村、河原村、曳田村、天神原村、鹿野村、本角村、中井村、湯谷村、小畑村、弓河内村、北村、牛戸村、小河内村、神馬村
- 明治4年7月14日（1871年8月29日） - 廃藩置県により鳥取県の管轄となる。
- 明治9年（1876年）8月21日 - 第2次府県統合により島根県の管轄となる。
- 明治初年 - 中島村が石田百井村に合併。（62村）
- 明治10年（1877年）5月22日[2]（58村）
  - 下船岡村・上船岡村が合併して船岡村となる。
  - 高津原村・福和田村が合併して高福村となる。
  - 鹿野村・本角村が合併して本鹿村となる。
  - 塚原村が下坂村に合併。
- 明治12年（1879年）1月12日 - 郡区町村編制法の島根県での施行により行政区画としての八上郡が発足。「八上智頭郡役所」が智頭郡用瀬宿に設置され、同郡とともに管轄。のち「八上八東智頭郡役所」が河原村（後に郡家村に移転）に設置され、智頭郡・八東郡とともに管轄。
- 明治13年（1880年）11月12日 - 円通寺村の所属郡が邑美郡に変更[2]。（57村）
- 明治14年（1881年）9月12日 - 鳥取県の管轄となる。

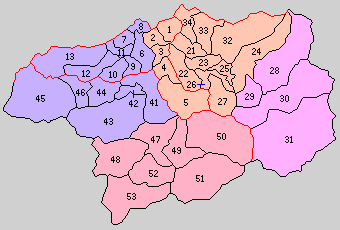
1.賀茂村 2.国中村 3.船岡村 4.伊井田村 5.大江村 6.国英村 7.久長村 8.三保村 9.佐貫村 10.宇戸村 11.曳田村 12.五総村 13.明治村（紫：鳥取市 橙：八頭郡八頭町 21 - 34は八東郡 41 - 53は智頭郡）

- 明治22年（1889年）10月1日 - 町村制の施行により、以下の各村が発足。特記以外は全域が現・鳥取市。（13村）
  - 賀茂村 ← 郡家村、福本村、下門尾村、門尾村、宮谷村、奥谷村、下坂村、稲荷村、井古村（現・八頭郡八頭町）
  - 国中村 ← 久能寺村、池田村、土師百井村、万代寺村、石田百井村、米岡村（現・八頭郡八頭町）
  - 船岡村 ← 船岡村、破岩村、下村、坂田村（現・八頭郡八頭町）
  - 伊井田村 ← 殿村、水口村、塩上村（現・八頭郡八頭町）
  - 大江村 ← 橋本村、下野村、栃谷村（現・八頭郡八頭町）
  - 国英村 ← 山手村、郷原村、三谷村、今在家村、徳吉村、片山村、高福村、釜口村
  - 久長村 ← 河原村、渡一木村、谷一木村、長瀬村
  - 三保村 ← 袋河原村、布袋村、稲常村
  - 佐貫村 ← 佐貫村、八日市村、和奈見村
  - 宇戸村 ← 水根村、山上村、小倉村
  - 曳田村 ← 曳田村、天神原村
  - 五総村 ← 中井村、本鹿村、牛戸村、神馬村、小河内村
  - 明治村 ← 湯谷村、小畑村、弓河内村、北村
- 明治26年（1893年）12月1日 - 久長村・三保村が合併して河原村が発足。（12村）
- 明治29年（1896年）4月1日 - 郡制の施行により、「八上八東智頭郡役所」の管轄地域をもって八頭郡が発足。同日八上郡廃止。

## 行政
郡役所
- 安政5年7月7日（1858年8月15日） - 御改正により各郡に御郡役所を1ヶ所設置。八上郡は谷一木村、後の河原区検察庁所在地（河原町谷一木1032）付近に置き、執務は大庄屋、中庄屋、庄屋等が当たった[3][4]。
- 明治4年（1871年） - 廃藩置県により従来の庄屋制度を廃止し、郡を大区・小区に分けて政治を行う。その行政庁を郡政所と称し、その長を郡司といった[3]。
- 明治6年（1873年） - 郡政所を改め、会議所という。その所在地を河原に置いたが、後に船岡に移転した[3]。
- 明治12年（1879年）1月6日 - 島根県甲第1号布達により、八上・智頭郡役所を智頭郡用瀬宿に設置[4][5]。
- 明治13年（1880年）11月20日 - 島根県甲第192号布達により、八東郡役所を八上・智頭郡役所に統合。八上・八東・智頭郡役所として八上郡河原村に設置[3][5]。
- 明治19年（1886年）12月27日 - 郡役所位置を八上郡郡家村、現在の八頭町役場位置に変更[3][6]。

島根県八上・智頭郡長
| 代            | 氏名     | 就任年月日                | 退任年月日                 | 出身   | 備考       |
| ------------- | -------- | ------------------------- | -------------------------- | ------ | ---------- |
| 1             | 松丸純一 | 明治12年（1879年）1月10日 | 明治13年（1880年）12月20日 | 鳥取県 | 前島根県属 |
| 参考文献 - 、 |          |                           |                            |        |            |

島根県八上・八東・智頭郡長
| 代            | 氏名     | 就任年月日                 | 退任年月日                 | 出身   | 備考         |
| ------------- | -------- | -------------------------- | -------------------------- | ------ | ------------ |
| 1             | 松丸純一 | 明治13年（1880年）12月20日 | 明治14年（1881年）11月26日 | 鳥取県 | 鳥取県に移管 |
| 参考文献 - 、 |          |                            |                            |        |              |

鳥取県八上・八東・智頭郡長
| 代         | 氏名     | 就任年月日                 | 退任年月日                 | 出身   | 前任                       | 転任                   |
| ---------- | -------- | -------------------------- | -------------------------- | ------ | -------------------------- | ---------------------- |
| 1          | 松丸純一 | 明治14年（1881年）11月26日 | 明治18年（1885年）8月4日   | 鳥取県 | 島根県八上・八東・智頭郡長 | 死去                   |
| ‐          | 那須正資 | 明治18年（1885年）8月4日   | 明治19年（1886年）9月11日  | ‐      | （郡長代理、郡書紀）       | （郡長代理、郡書紀）   |
| 2          | 岡島正潔 | 明治19年（1886年）9月11日  | 明治26年（1893年）11月20日 | 鳥取県 | 判事補                     | 非職                   |
| 3          | 梶川正温 | 明治26年（1893年）11月20日 | 明治29年（1896年）3月31日  | 鳥取県 | 県参事官                   | 郡統合により、八頭郡長 |
| 参考文献 - |          |                            |                            |        |                            |                        |